# Esqui cross-country nos Jogos Olímpicos de Inverno de 1924 - 18 km masculino
A prova de 18 km do esqui cross-country nos Jogos Olímpicos de Inverno de 1924 ocorreu no dia 2 de fevereiro e foi disputada por 41 esquiadores de doze países.

## Medalhistas
| Ouro   | NOR Thorleif Haug        |
| Prata  | NOR Johan Grøttumsbråten |
| Bronze | FIN Tapani Niku          |

## Resultados
| Pos. | Atleta                     | Tempo     |
| ---- | -------------------------- | --------- |
|      | NOR Thorleif Haug          | 1'14:31.4 |
|      | NOR Johan Grøttumsbråten   | 1'15:51.0 |
|      | FIN Tapani Niku            | 1'16:26.0 |
| 4    | NOR Jon Mårdalen           | 1'16:56.8 |
| 5    | NOR Einar Landvik          | 1'17:27.4 |
| 6    | SWE Per-Erik Hedlund       | 1'17:49.4 |
| 7    | FIN Matti Raivio           | 1'19:10.4 |
| 8    | SWE Elis Sandin            | 1'19:24.0 |
| 9    | SWE Torkel Persson         | 1'19:29.8 |
| 10   | SWE Erik Winnberg          | 1'20:29.4 |
| 11   | FIN Matti Ritola           | 1'25:13.0 |
| 12   | ITA Enrico Colli           | 1'26:32.4 |
| 13   | ITA Antonio Herin          | 1'33:06.4 |
| 14   | SUI Peter Schmid           | 1'33:34.8 |
| 15   | ITA Daniele Pellissier     | 1'33:45.2 |
| 16   | FIN Anton Collin           | 1'33:54.6 |
| 17   | TCH Štefan Hevák           | 1'34:43.4 |
| 18   | TCH Antonín Gottstein      | 1'34:54.0 |
| 19   | USA Sigurd Overbye         | 1'34:56.0 |
| 20   | FRA Gilbert Ravanel        | 1'35:33.4 |
| 21   | ITA Achille Bacher         | 1'36:03.8 |
| 22   | SUI Xaver Affentranger     | 1'36:36.2 |
| 23   | TCH Václav Jón             | 1'37:20.8 |
| 24   | TCH František Hák          | 1'39:41.6 |
| 25   | SUI Hans Eidenbenz         | 1'39:51.8 |
| 26   | SUI Alexandre Girard-Bille | 1'41:43.4 |
| 27   | POL Franciszek Bujak       | 1'42:13.0 |
| 28   | POL Andrzej Krzeptowski    | 1'43:02.8 |
| 29   | FRA André Vandelle         | 1'43:58.0 |
| 30   | USA John Carleton          | 1'45:49.8 |
| 31   | HUN István Déván           | 1'50:20.8 |
| 32   | YUG Zdenko Švigelj         | 1'50:27.6 |
| 33   | USA Anders Haugen          | 1'55:04.2 |
| 34   | YUG Vladimir Kajzelj       | 2'00:43.0 |
| 35   | USA Ragnar Omtvedt         | 2'05:03.0 |
| 36   | YUG Dušan Zinaja           | 2'12:19.4 |
| –    | HUN Béla Szepes            | DNF       |
| –    | YUG Mirko Pandaković       | DNF       |
| –    | FRA Martial Payot          | DNF       |
| –    | LAT Roberts Plūme          | DNF       |
| –    | FRA Denis Couttet          | DNF       |

- DNF: Não completou a prova.